# Home de Tollund

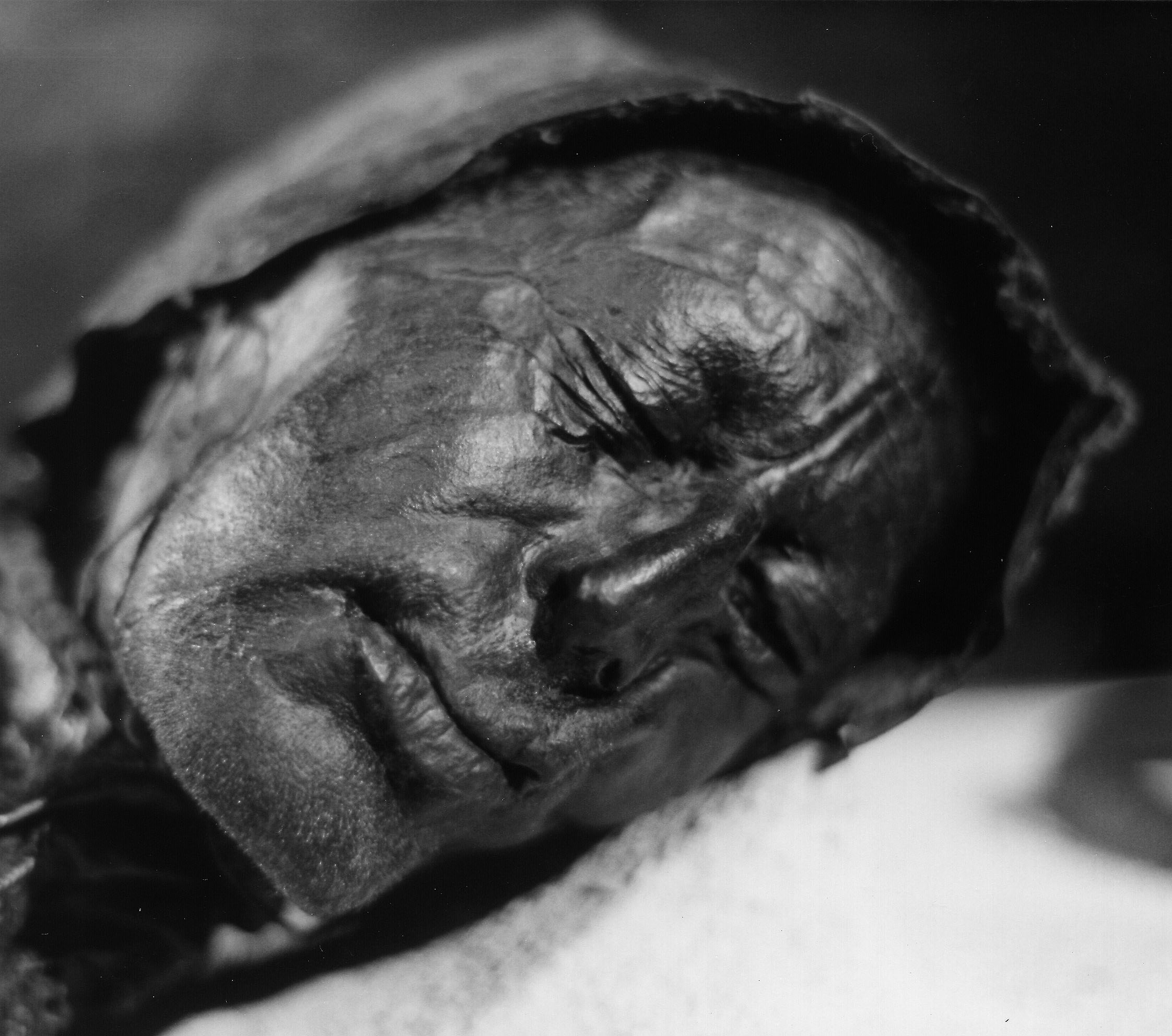
L'home de Tollund va viure al

L'humà de Tollund és el cadàver momificat d'un home del segle iv aC, i es creu que pertany a algun dels pobles escandinaus de l'edat de ferro preromana.
Va ser descobert el dia 6 de maig de l'any 1950 per Viggo i Emil Højgaard, dos pagesos de la petita localitat de Tollund, que es van trobar el cos surant en una torbera pantanosa quan es disposaven a extreure'n carbó, a la península de Jutlàndia, concretament a la localitat de Silkeborg, a Dinamarca.
En un principi, els dos pagesos danesos van pensar que es tractava del cos d'un jove estudiant que havia desaparegut per la zona per aquelles dates i van avisar la policia que, al mateix temps, va realitzar gestions per tal que l'arqueòleg i director general de museus i antiguitats i del Museu Nacional de Copenhaguen, Peter Vilheim Glob (1911-1985), examinés la mòmia.
L'humà de Tollund es va trobar en bon estat de conservació, per la protecció natural que li oferia el fet d'haver quedat enterrat dins d'una torbera, encara que actualment només es conserva el cap de l'individu, els dos peus i un dit, que li van ser tallats per millorar la conservació, ja que en l'època del seu descobriment no s'utilitzaven les tècniques apropiades per a la seva conservació completa. El cos es troba emmagatzemat al Museu de Silkeborg.

## Característiques
- Momificació natural.
- Causa de la mort: va ser penjat amb un cordill de tripa com en un ritual,[2] es podria considerar una ofrena a alguna divinitat dels pantans.
- L'home tenia entre 30 i 40 anys.
- Mesurava 1,6 metres d'alçada.
- Portava barba curta i tenia col·locada una gorra de cuir.
- Es van trobar farinetes de cereals a l'interior de l'estómac, que havia estat la seva última ingesta abans de morir.